# استان هیروشیما

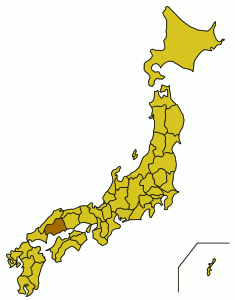
استان هیروشیما، ژاپن.

استان هیروشیما (به ژاپنی: 広島県) یکی از استان‌های کشور ژاپن است.
این استان در جزیرهٔ هونشو و ناحیه چوگوکو واقع شده.
مرکز این استان، شهر هیروشیما است.
استان هیروشیما در تاریخ از کانون‌های اصلی بازرگانی در ژاپن بوده‌است. این منطقه در قدیم زیر فرمان خاندان موری بود.